# Pozo Hondo (Guayama)
Pozo Hondo es un barrio ubicado en el municipio de Guayama en el estado libre asociado de Puerto Rico. En el Censo de 2010 tenía una población de 1263 habitantes y una densidad poblacional de 35,66 personas por km².

## Geografía
Pozo Hondo se encuentra ubicado en las coordenadas 17°59′55″N 66°10′5″O / 17.99861, -66.16806. Según la Oficina del Censo de los Estados Unidos, Pozo Hondo tiene una superficie total de 35.42 km², de la cual 35.28 km² corresponden a tierra firme y (0.4%) 0.14 km² es agua.

## Demografía
Según el censo de 2010, había 1263 personas residiendo en Pozo Hondo. La densidad de población era de 35,66 hab./km². De los 1263 habitantes, Pozo Hondo estaba compuesto por el 69.28% blancos, el 14.41% eran afroamericanos, el 1.58% eran amerindios, el 0.16% eran asiáticos, el 0.08% eran isleños del Pacífico, el 11.01% eran de otras razas y el 3.48% pertenecían a dos o más razas. Del total de la población el 97.47% eran hispanos o latinos de cualquier raza.